# Big Five (Eurovision Song Contest)

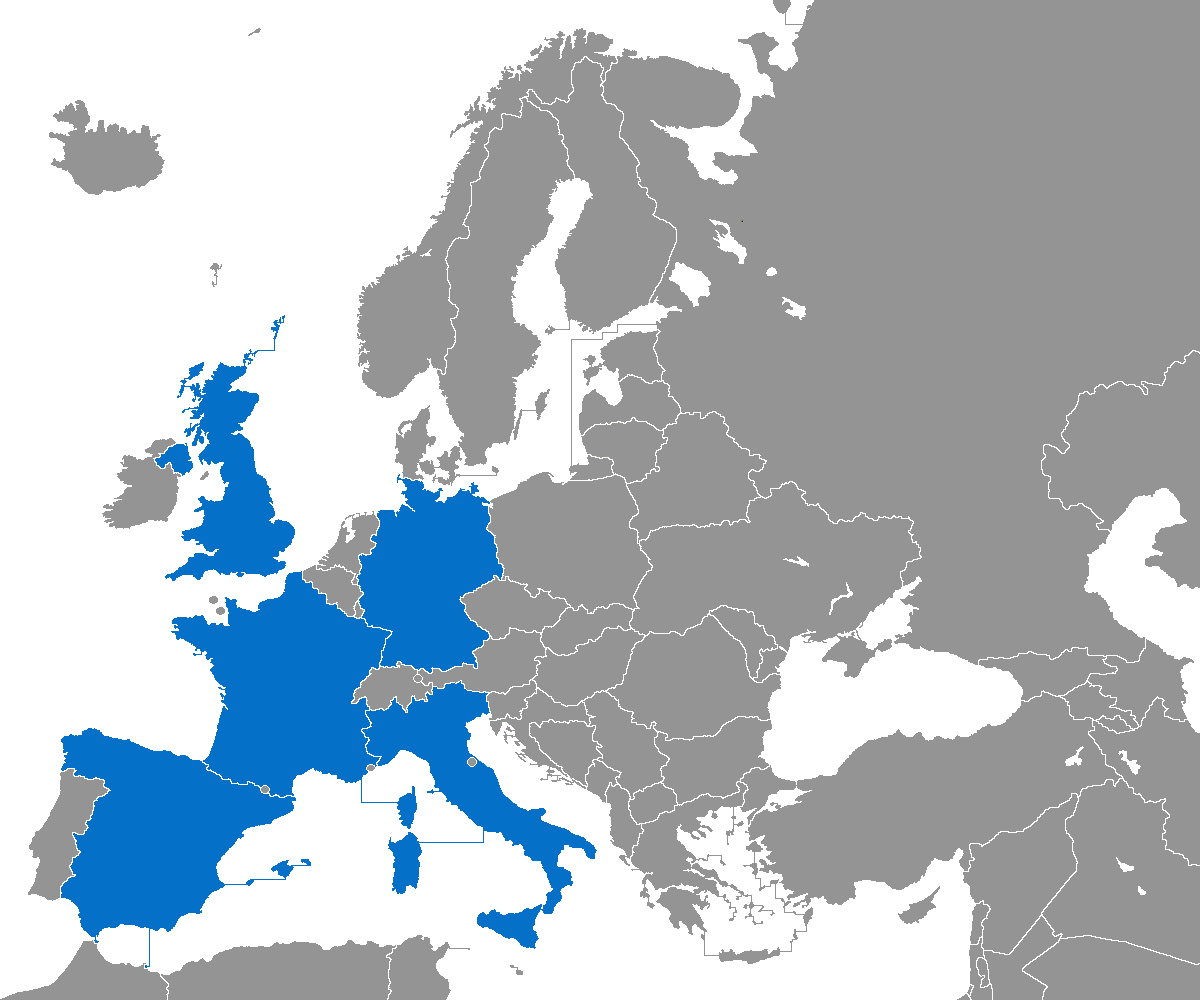
In blu i Big Five: Francia, Germania, Italia, Regno Unito e Spagna

I Big Five (in italiano Cinque grandi) sono le cinque nazioni che per prime hanno sostenuto economicamente e tuttora supportano maggiormente l'UER. Le prime tre, inoltre, hanno fondato la manifestazione canora internazionale più longeva al mondo: l'Eurovision Song Contest.
Questi paesi sono: 
- Francia;
- Germania;
- Italia;
- Regno Unito;
- Spagna.

Per questo motivo, essi hanno accesso diretto alla serata finale dell'Eurovision Song Contest. Creato in occasione dell’edizione del 2000, fino a quella del 2010 il gruppo era formato solo da quattro paesi (Francia, Germania, Regno Unito e Spagna) ed era, pertanto, chiamato "Big Four".
Nel 2011, con il ritorno dell'Italia (che in precedenza si era ritirata dalla manifestazione nel 1997) il gruppo si è allargato a cinque paesi e ha assunto quindi l’attuale denominazione.
L'esistenza di questo gruppo ha causato note di disaccordo da parte di alcuni Paesi: dal 2013, per esempio, la Turchia ha deciso di non partecipare alla competizione, criticando il fatto che questi Paesi, per accedere alla finale, non debbano passare per le semifinali come tutti gli altri partecipanti.

## Storia delle partecipazioni e vittorie
Francia, Germania e Italia furono i primi Paesi "Big Five" ad esordire al concorso nella sua prima edizione, svoltasi a Lugano nel 1956. Il Regno Unito esordì invece nell’edizione successiva, quella del 1957 ospitata in Germania. La Spagna debuttò nel 1961, nell’edizione ospitata dalla città di Cannes.
Il primo vincitore del gruppo dei Big Five fu André Claveau, rappresentante della Francia, nel 1958. Nel 1964 arrivò la prima vittoria dell’Italia, con Gigliola Cinquetti e la sua Non ho l’età. Nel 1967 fu la volta del Regno Unito con Sandie Shaw, seguito, l’anno dopo, dalla Spagna, rappresentata da Massiel. Bisognerà aspettare il 1982 per vedere trionfare per la prima volta la Germania, vincitrice con Nicole e il brano Ein bißchen Frieden.
Complessivamente, Francia e Regno Unito sono i Paesi con più vittorie tra il gruppo dei fondatori (5); segue l'Italia con tre successi e, infine, la Spagna e la Germania con due. 
L'ultima vittoria di un membro dei "grandi cinque" risale al 2021, quando nei Paesi Bassi ha trionfato il gruppo italiano Måneskin con la canzone Zitti e buoni. Nell'edizione del 1969, a Madrid, vinsero ben quattro Paesi, tre dei quali erano proprio membri dei "Big Five" (Francia, Spagna e Regno Unito) mentre il quarto furono i Paesi Bassi.
Curiosità: nelle edizioni del 1968 e del 1981 il podio fu composto interamente da Paesi del gruppo. Nel primo caso da Spagna (prima), Regno Unito (secondo) e Francia (terza); nel 1981 da Regno Unito (primo), Germania (seconda) e Francia (terza).

### Albo d'oro
| Anno | Data           | Sede                     | Paese          | Cantante              | Canzone                   | Punti | Secondo posto                    | Terzo posto                      |
| ---- | -------------- | ------------------------ | -------------- | --------------------- | ------------------------- | ----- | -------------------------------- | -------------------------------- |
| 1958 | 12 marzo 1958  | Hilversum, Paesi Bassi   | Francia        | André Claveau         | Dors, mon amour           | 27    | Svizzera                         | Italia                           |
| 1960 | 25 marzo 1960  | Londra, Regno Unito      | Francia        | Jacqueline Boyer      | Tom Pillibi               | 32    | Regno Unito                      | Principato di Monaco             |
| 1962 | 18 marzo 1962  | Lussemburgo, Lussemburgo | Francia        | Isabelle Aubret       | Un premier amour          | 26    | Principato di Monaco             | Lussemburgo                      |
| 1964 | 21 marzo 1964  | Copenaghen, Danimarca    | Italia         | Gigliola Cinquetti    | Non ho l'età (per amarti) | 49    | Regno Unito                      | Principato di Monaco             |
| 1967 | 8 aprile 1967  | Vienna, Austria          | Regno Unito    | Sandie Shaw           | Puppet on a String        | 47    | Irlanda                          | Francia                          |
| 1968 | 6 aprile 1968  | Londra, Regno Unito      | Spagna         | Massiel               | La, la, la                | 29    | Regno Unito                      | Francia                          |
| 1969 | 29 marzo 1969  | Madrid, Spagna           | Francia        | Frida Boccara         | Un jour, un enfant        | 18    | nessun secondo posto 4 vincitori | nessun secondo posto 4 vincitori |
| 1969 | 29 marzo 1969  | Madrid, Spagna           | Regno Unito    | Lulu                  | Boom Bang-a-Bang          | 18    | nessun secondo posto 4 vincitori | nessun secondo posto 4 vincitori |
| 1969 | 29 marzo 1969  | Madrid, Spagna           | Spagna         | Salomé                | Vivo cantando             | 18    | nessun secondo posto 4 vincitori | nessun secondo posto 4 vincitori |
| 1976 | 3 aprile 1976  | L'Aia, Paesi Bassi       | Regno Unito    | Brotherhood of Man    | Save Your Kisses for Me   | 164   | Francia                          | Principato di Monaco             |
| 1977 | 7 maggio 1977  | Londra, Regno Unito      | Francia        | Marie Myriam          | L'oiseau et l'enfant      | 136   | Regno Unito                      | Irlanda                          |
| 1981 | 4 aprile 1981  | Dublino, Irlanda         | Regno Unito    | Bucks Fizz            | Making Your Mind Up       | 136   | Germania Ovest                   | Francia                          |
| 1982 | 24 aprile 1982 | Harrogate, Regno Unito   | Germania Ovest | Nicole                | Ein bißchen Frieden       | 161   | Israele                          | Svizzera                         |
| 1990 | 5 maggio 1990  | Zagabria, Jugoslavia     | Italia         | Toto Cutugno          | Insieme: 1992             | 149   | Francia Irlanda                  | –                                |
| 1997 | 3 maggio 1997  | Dublino, Irlanda         | Regno Unito    | Katrina and the Waves | Love Shine a Light        | 227   | Irlanda                          | Turchia                          |
| 2010 | 29 maggio 2010 | Oslo, Norvegia           | Germania       | Lena                  | Satellite                 | 246   | Turchia                          | Romania                          |
| 2021 | 22 maggio 2021 | Rotterdam, Paesi Bassi   | Italia         | Måneskin              | Zitti e buoni             | 524   | Francia                          | Svizzera                         |

## Albo d'oro per nazione
| Paese       | Primo posto | Anni                     | Secondo posto | Anni                                                                            | Terzo posto | Anni                               |
| ----------- | ----------- | ------------------------ | ------------- | ------------------------------------------------------------------------------- | ----------- | ---------------------------------- |
| Regno Unito | 5           | 1967-1969-1976-1981-1997 | 16            | 1959-1960-1961-1964-1965 1968-1970-1972-1975-1977 1988-1989-1992-1993-1998-2022 | 3           | 1973-1980-2002                     |
| Francia     | 5           | 1958-1960-1962-1969-1977 | 5             | 1957-1976-1990-1991-2021                                                        | 7           | 1959-1965-1967-1968-1978 1979-1981 |
| Italia      | 3           | 1964-1990-2021           | 3             | 1974-2011-2019                                                                  | 5           | 1958-1963-1975-1987-2015           |
| Germania    | 2           | 1982-2010                | 4             | 1980-1981-1985-1987                                                             | 5           | 1970-1971-1972-1994-1999           |
| Spagna      | 2           | 1968-1969                | 4             | 1971-1973-1979-1995                                                             | 2           | 1984-2022                          |

## Posizione dall'anno di debutto come membri dei "Big Five"
Legenda
- Il paese ha vinto il concorso
- Il paese si è piazzato al secondo posto
- Il paese si è piazzato al terzo posto
- Il paese si è piazzato all'ultimo posto

| Edizione                                                                  | Big Five | Big Five | Big Five | Big Five | Big Five               | Big Five               | Big Five | Big Five | Big Five    | Big Five |
| Edizione                                                                  | Francia  | Punti    | Germania | Punti    | Italia                 | Punti                  | Spagna   | Punti    | Regno Unito | Punti    |
| ------------------------------------------------------------------------- | -------- | -------- | -------- | -------- | ---------------------- | ---------------------- | -------- | -------- | ----------- | -------- |
| Stoccolma 2000                                                            | 23º      | 5        | 5º       | 96       | Nessuna partecipazione | Nessuna partecipazione | 18º      | 18       | 16º         | 28       |
| Copenaghen 2001                                                           | 4º       | 142      | 8º       | 66       | Nessuna partecipazione | Nessuna partecipazione | 6º       | 76       | 15º         | 28       |
| Tallinn 2002                                                              | 5º       | 104      | 21º      | 17       | Nessuna partecipazione | Nessuna partecipazione | 7º       | 81       | 3º          | 111      |
| Riga 2003                                                                 | 18º      | 19       | 11º      | 53       | Nessuna partecipazione | Nessuna partecipazione | 8º       | 81       | 26º         | 0        |
| Istanbul 2004                                                             | 15º      | 40       | 8º       | 93       | Nessuna partecipazione | Nessuna partecipazione | 10º      | 87       | 16º         | 29       |
| Kiev 2005                                                                 | 23º      | 11       | 24º      | 4        | Nessuna partecipazione | Nessuna partecipazione | 21º      | 28       | 22º         | 18       |
| Atene 2006                                                                | 22º      | 5        | 15º      | 36       | Nessuna partecipazione | Nessuna partecipazione | 21º      | 18       | 19º         | 25       |
| Helsinki 2007                                                             | 22º      | 19       | 19º      | 49       | Nessuna partecipazione | Nessuna partecipazione | 20º      | 43       | 23º         | 19       |
| Belgrado 2008                                                             | 19º      | 47       | 23º      | 14       | Nessuna partecipazione | Nessuna partecipazione | 16º      | 55       | 25º         | 14       |
| Mosca 2009                                                                | 8º       | 107      | 20º      | 35       | Nessuna partecipazione | Nessuna partecipazione | 24º      | 23       | 5º          | 173      |
| Oslo 2010                                                                 | 12º      | 82       | 1º       | 246      | Nessuna partecipazione | Nessuna partecipazione | 15º      | 68       | 25º         | 10       |
| Düsseldorf 2011                                                           | 15º      | 82       | 10º      | 107      | 2º                     | 189                    | 23º      | 50       | 11º         | 100      |
| Baku 2012                                                                 | 22º      | 21       | 8º       | 110      | 9º                     | 101                    | 10º      | 97       | 25º         | 12       |
| Malmö 2013                                                                | 23º      | 14       | 21º      | 18       | 7º                     | 126                    | 25º      | 8        | 19º         | 23       |
| Copenaghen 2014                                                           | 26º      | 2        | 18º      | 39       | 21º                    | 33                     | 9º       | 74       | 17º         | 40       |
| Vienna 2015                                                               | 25º      | 4        | 26º      | 0        | 3º                     | 292                    | 21º      | 15       | 24º         | 5        |
| Nuovo sistema di votazione (cambio rispetto alle regole dal 1975 al 2015) |          |          |          |          |                        |                        |          |          |             |          |
| Stoccolma 2016                                                            | 6º       | 257      | 26º      | 11       | 16º                    | 124                    | 22º      | 77       | 24º         | 62       |
| Kiev 2017                                                                 | 12º      | 135      | 25º      | 6        | 6º                     | 334                    | 26º      | 5        | 15º         | 111      |
| Lisbona 2018                                                              | 13º      | 173      | 4º       | 340      | 5º                     | 308                    | 23º      | 61       | 24º         | 48       |
| Tel Aviv 2019                                                             | 16º      | 105      | 24º      | 24       | 2º                     | 472                    | 22º      | 54       | 26º         | 11       |
| Rotterdam 2021                                                            | 2º       | 499      | 25º      | 3        | 1º                     | 524                    | 24º      | 6        | 26º         | 0        |
| Torino 2022                                                               | 24º      | 17       | 25º      | 6        | 6º                     | 268                    | 3º       | 459      | 2º          | 466      |
| Liverpool 2023                                                            | 16º      | 104      | 26º      | 18       | 4º                     | 350                    | 17º      | 100      | 25º         | 24       |
| Malmö 2024                                                                | 4º       | 445      | 12º      | 117      | 7º                     | 268                    | 22º      | 30       | 18º         | 46       |
| Basilea 2025                                                              | 7º       | 230      | 15º      | 151      | 5º                     | 256                    | 24º      | 37       | 19º         | 88       |